# Magnus Carlsen Invitational 2021
Magnus Carlsen Invitational là giải đấu thứ 4 và là giải Chính thứ 2 của tour giải cờ nhanh trị giá hơn 1,6 triệu đô la Meltwater Champions Chess Tour 2021. Tổng số tiền thưởng của giải đấu là 220.000$.

## Thể thức
Giống như các giải đấu khác trong chuỗi giải đấu này, Magnus Carlsen Invitational chơi theo thể thức cờ nhanh, mỗi ván đấu 15 phút + 10 giây tích lũy. Mỗi giải gồm 16 kỳ thủ (riêng giải Airthings Masters gồm 12 kỳ thủ), thi đấu vòng bảng vòng tròn một lượt chọn ra 8 kỳ thủ đánh loại trực tiếp.
Ở vòng loại trực tiếp, việc phân cặp theo thứ tự vòng bảng: 1-8 và 4-5 chung nhánh bán kết, 2-7 và 3-6 nhánh còn lại. Mỗi trận đấu gồm 2 trận đấu nhỏ, mỗi trận đấu nhỏ có 4 ván cờ nhanh. Ở trận đấu nhỏ, nếu ai đạt được từ 2½ điểm trở lên được tính là thắng, nếu hòa 2–2 tính là hòa. Kết quả trận đấu là kết quả 2 trận đấu nhỏ. Nếu hai trận đấu nhỏ có kết quả hòa (hòa cả hai trận hoặc mỗi người thắng một trận) thì sẽ có hai ván cờ chớp 5 phút + 3 giây để phân định thắng thua. Nếu sau hai ván cờ chớp vẫn hòa sẽ có một ván Armageddon: bên trắng có 5 phút, bên đen 4 phút nhưng hòa thì đen thắng. Người có thứ hạng cao hơn ở vòng bảng sẽ được chọn màu quân ở ván đấu này.
Các giải đấu đều thi đấu trên nền tảng Chess24.com, là một trong những trang web hàng đầu về cờ vua mà công ty của vua cờ Magnus Carlsen đã sở hữu trước đó.

## Lịch thi đấu
| Vòng (giai đoạn)                | Thời gian                  |
| ------------------------------- | -------------------------- |
| Cả giải đấu                     | 13 - 21 tháng 3, 2021      |
| Vòng bảng                       | 13, 14 và 15 tháng 3, 2021 |
| Vòng tứ kết                     | 16 và 17 tháng 3, 2021     |
| Vòng bán kết                    | 18 và 19 tháng 3, 2021     |
| Chung kết và Trận tranh hạng ba | 20 và 21 tháng 3, 2021     |

## Vòng bảng
16 kỳ thủ tham dự giải gồm 8 kỳ thủ có điểm số dẫn đầu tour đấu sau ba giải trước đó (So, Radjabov, Carlsen, Aronian, Vachier-Lagrave, Nakamura, Nepomniachtchi, Dubov) cùng 2 kỳ thủ do khán giả bình chọn (Giri và Anton), 4 kỳ thủ được mời (Mamedyarov, Karjakin, Firouzja và van Foreest) và 2 kỳ thủ qua vòng loại (Pichot và Grandelius). Mamedyarov, van Foreest cùng hai kỳ thủ vượt qua vòng loại là bốn kỳ thủ lần đầu tham dự tour đấu.
| TT | Kỳ thủ                 | Elo  | Thắng | Hòa | Thua | Điểm | Đối đầu |
| -- | ---------------------- | ---- | ----- | --- | ---- | ---- | ------- |
| 1  | Magnus Carlsen         | 2881 | 7     | 7   | 1    | 10½  |         |
| 2  | Anish Giri             | 2731 | 6     | 8   | 1    | 10   |         |
| 3  | Wesley So              | 2741 | 6     | 7   | 2    | 9½   |         |
| 4  | Hikaru Nakamura        | 2829 | 3     | 12  | 0    | 9    |         |
| 5  | Ian Nepomniachtchi     | 2778 | 6     | 5   | 4    | 8½   | 1½      |
| 6  | Alireza Firouzja       | 2703 | 4     | 9   | 2    | 8½   | 1       |
| 7  | Maxime Vachier-Lagrave | 2860 | 4     | 9   | 2    | 8½   | ½       |
| 8  | Levon Aronian          | 2778 | 5     | 6   | 4    | 8    | 1       |
| 9  | Sergey Karjakin        | 2709 | 5     | 6   | 4    | 8    | 0       |
| 10 | Daniil Dubov           | 2770 | 3     | 9   | 3    | 7½   |         |
| 11 | Teimour Radjabov       | 2758 | 2     | 10  | 5    | 7    |         |
| 12 | Shakhriyar Mamedyarov  | 2761 | 4     | 5   | 6    | 6½   |         |
| 13 | Nils Grandelius        | 2632 | 3     | 6   | 6    | 6    | 1       |
| 14 | Jorden van Foreest     | 2543 | 3     | 6   | 6    | 6    | 0       |
| 15 | David Antón Guijarro   | 2674 | 3     | 2   | 10   | 4    |         |
| 16 | Alan Pichot            | 2548 | 0     | 5   | 9    | 2½   |         |

## Vòng loại trực tiếp
Giri vô địch sau khi vượt qua Nepomniachtchi bằng hai ván cờ chớp tie-break. Carlsen một lần nữa lỡ chức vô địch ở tour đấu khi thua bán kết, chung cuộc xếp hạng ba.
|  | Tứ kết | Tứ kết                 | Tứ kết | Tứ kết             | Tứ kết |    |                    | Bán kết | Bán kết   | Bán kết | Bán kết | Bán kết |                       |                       | Chung kết             | Chung kết             | Chung kết             | Chung kết | Chung kết |  |
|  |        |                        |        |                    |        |    |                    |         |           |         |         |         |                       |                       |                       |                       |                       |           |           |  |
|  | 1      | Magnus Carlsen         | 2½     | 2                  |        |    |                    |         |           |         |         |         |                       |                       |                       |                       |                       |           |           |  |
|  | 1      | Magnus Carlsen         | 2½     | 2                  |        |    |                    |         |           |         |         |         |                       |                       |                       |                       |                       |           |           |  |
|  | 8      | Levon Aronian          | ½      | 1                  |        |    |                    |         |           |         |         |         |                       |                       |                       |                       |                       |           |           |  |
|  | 8      | Levon Aronian          | ½      | 1                  |        | 1  | Magnus Carlsen     | 1½      | 2½        | ½       |         |         |                       |                       |                       |                       |                       |           |           |  |
|  |        |                        |        |                    |        | 1  | Magnus Carlsen     | 1½      | 2½        | ½       |         |         |                       |                       |                       |                       |                       |           |           |  |
|  |        |                        | 5      | Ian Nepomniachtchi | 2½     | 1½ | 1½                 |         |           |         |         |         |                       |                       |                       |                       |                       |           |           |  |
|  | 5      | Ian Nepomniachtchi     | 5      | Ian Nepomniachtchi | 2½     | 1½ | 1½                 | 2       | 2½        |         |         |         |                       |                       |                       |                       |                       |           |           |  |
|  | 5      | Ian Nepomniachtchi     |        |                    |        |    |                    |         |           |         |         |         |                       |                       |                       |                       |                       |           |           |  |
|  | 4      | Hikaru Nakamura        | 2      | ½                  |        |    |                    |         |           |         |         |         |                       |                       |                       |                       |                       |           |           |  |
|  | 4      | Hikaru Nakamura        | 2      | ½                  |        | 5  | Ian Nepomniachtchi | 2       | 2         | 0       |         |         |                       |                       |                       |                       |                       |           |           |  |
|  |        |                        |        |                    |        |    |                    |         |           |         |         |         |                       |                       |                       |                       |                       |           |           |  |
|  |        |                        | 2      | Anish Giri         | 2      | 2  | 2                  |         |           |         |         |         |                       |                       |                       |                       |                       |           |           |  |
|  | 3      | Wesley So              | 2      | Anish Giri         | 2      | 2  | 2                  | 2½      | 2½        |         |         |         |                       |                       |                       |                       |                       |           |           |  |
|  | 3      | Wesley So              |        |                    |        |    |                    | 2½      | 2½        |         |         |         |                       |                       |                       |                       |                       |           |           |  |
|  | 6      | Alireza Firouzja       | ½      | ½                  |        |    |                    |         |           |         |         |         |                       |                       |                       |                       |                       |           |           |  |
|  | 6      | Alireza Firouzja       | ½      | ½                  |        | 3  | Wesley So          | 1½      | 1½        |         |         |         | Tranh huy chương đồng | Tranh huy chương đồng | Tranh huy chương đồng | Tranh huy chương đồng | Tranh huy chương đồng |           |           |  |
|  |        |                        |        |                    |        | 3  | Wesley So          | 1½      | 1½        |         |         |         |                       |                       |                       |                       |                       |           |           |  |
|  |        |                        | 2      | Anish Giri         | 2½     | 2½ |                    |         |           |         |         |         |                       |                       |                       |                       |                       |           |           |  |
|  | 7      | Maxime Vachier-Lagrave | 2      | Anish Giri         | 2½     | 2½ | 2                  | 1       |           |         |         | 1       | Magnus Carlsen        | 3                     | 2                     |                       |                       |           |           |  |
|  | 7      | Maxime Vachier-Lagrave |        |                    |        |    |                    |         |           |         |         | 1       | Magnus Carlsen        | 3                     | 2                     |                       |                       |           |           |  |
|  | 2      | Anish Giri             | 2      | 3                  |        |    |                    | 3       | Wesley So | 1       | 1       |         |                       |                       |                       |                       |                       |           |           |  |

## Kết quả chung cuộc
| Thứ hạng | Kỳ thủ             | Điểm | Tiền thưởng |
| -------- | ------------------ | ---- | ----------- |
| Vô địch  | Anish Giri         | 96   | 60 000$     |
| Á quân   | Ian Nepomniachtchi | 58   | 40 000$     |
| Hạng ba  | Magnus Carlsen     | 50   | 25 000$     |
| Hạng tư  | Wesley So          | 32   | 15 000$     |